# オリヴァー・ヒルシュビーゲル
オリヴァー・ヒルシュビーゲル（Oliver Hirschbiegel, 1957年12月29日 - ）は、ドイツのハンブルク出身の映画監督である。

## 略歴
高校を中退して料理人として働いたときもあったが、グラフィック・アートを学ぶためにハンブルク芸術大学に通い始め、そこで映像に興味を持つようになった。1980年代にはドイツのテレビ番組を多数手がけた。

## 主な監督作品
- es［エス］ Das Experiment （2001年）
- ヒトラー 〜最期の12日間〜 Der Untergang （2004年）
- インベージョン The Invasion （2007年）
- レクイエム Five Minutes of Heaven （2009年）
- ダイアナ Diana （2013年）
- ヒトラー暗殺、13分の誤算 Elser (2015年)